# Roeboides carti
Roeboides carti är en fiskart som beskrevs av Lucena 2000. Roeboides carti ingår i släktet Roeboides och familjen Characidae. Inga underarter finns listade i Catalogue of Life.